# Tasnádi Bence
Tasnádi Bence (Budapest, 1988. július 6. –) Junior Prima díjas magyar színész.

## Életpályája
1988-ban született. 2012-ben végzett a Színház- és Filmművészeti Egyetemen. Egyetemi gyakorlatát előbb a Vígszínházban, majd a Katona József Színházban töltötte, melynek 2012-től tagja.
Az "Ed Is On" nevű zenekarában énekel és basszusgitározik is.

### Magánélete
Édesapja Tasnádi Csaba, rendező, nagybátyja Tasnádi István író, tanár. Édesanyja pszichiáter. Három évig volt kapcsolata Trokán Nóra színésznővel a főiskolai évei alatt. Felesége Józsa Bettina színésznő.

## Filmes és televíziós szerepei
- Szelfi Egyetem (magyar rövidfilm, 2023)
- Szia, Életem! (magyar vígjáték, 2022)
- Mintaapák (magyar filmsorozat, 2020)
- Trezor (magyar történelmi film, 2018)
- 200 első randi (magyar sorozat, 2018)
- 1945 (magyar dráma, 2017)
- Aranyélet (magyar filmsor., 2016)
- Munkaügyek (magyar filmsor., 2016)
- Gondolj rám (magyar film, 2016)
- Egynyári kaland (magyar filmsorozat, 2015)
- Zavarok (magyar tévéfilm, 2014)
- Prágai hétvége (magyar kisjátékfilm, 2013)
- Berosált a rezesbanda (2013)
- Átok 2. (magyar filmsorozat, 2011)
- Hangyatérkép (magyar filmetűd, 2010)

## Díjai, elismerései
- Gundel művészeti díj – a Színház- és Filmművészeti Egyetem legjobbja (2011)[9]
- Színikritikusok Díja – legígéretesebb pályakezdő (2013)[10]
- 16. POSzT – A legjobb férfi mellékszereplő (Az olaszliszkai, Katona József Színház, 2016)[11]
- Színikritikusok Díja – A legjobb férfi mellékszereplő (Az olaszliszkai, Katona József Színház, 2016)[12]
- Junior Prima díj (2017)
- Máthé Erzsi-díj (2022)
- Vastaps-díj – A legjobb férfi főszereplő (2022)[13]
- Pethes–Agárdi-díj (2023)